# 頓悟入道要門論
《頓悟入道要門論》為唐代高僧大珠慧海禅师所作，分为上下两卷，以对话形式阐明南宗的頓悟禪法。
大珠慧海禅师继承慧能、神会以来的学说，进一步阐述无住、无念、无心。《頓悟入道要門論》對禪宗頓悟法門的一些主要概念、修行方法和根本宗旨等，透過對話方式，都有十分透徹的解說，並引經據典從理論上對之做了相當細緻和明晰的闡述。